# Клонально-селекційна теорія
Клонально-селекційна теорія (або теорія Бернета) — теорія, згідно з якою в організмі виникають клони клітин, іммунокомпетентних відносно різних антигенів; антиген вибірково контактує з відповідним клоном, стимулюючи вироблення їм антитіл.

Дана теорія була розроблена Франком Бернете (Frank MacFarlane Burnet, 1899—1985) для пояснення функціонування імунної системи.

## Передумови виникнення
Імунна відповідь повинна визначати величезне число антигенів. Тому людський організм повинен синтезувати сотні тисяч, а можливо, навіть мільйони молекул антитіл з різними розпізнавальними областями. Зрозуміло, що у нас не може бути такої величезної кількості лімфоцитів, що синтезують необхідну кількість антитіл кожної визначеної специфічності. Як же тоді це відбувається?

## Основні положення теорії
Клонально-селекційна теорія стверджує:
1. Антитіла і лімфоцити з необхідною специфічністю вже існують в організмі до першого контакту з антигеном.
2. Лімфоцити, що беруть участь в імунній відповіді, мають антигенспецифічні рецептори на поверхні своїх мембран. У випадку B-лімфоцитів рецепторами є молекули тієї ж специфічності, що і антитіла, які лімфоцити згодом продукують і виділяють.
3. Кожен лімфоцит несе на своїй поверхні рецептори тільки одній специфічності.
4. Лімфоцити, сенсибілізовані антигеном, проходять декілька стадій проліферації і формують велику кількість клонів плазматичних клітин. Плазматичні клітини синтезуватимуть антитіла тільки тій специфічності, на яку був запрограмований лімфоцит-попередник. Сигналами до проліферації служать цитокіни, що виділяються іншими клітинами. Лімфоцити можуть також самі почати виділяти цитокіни.

Завдяки цьому механізму клональной селекції антитіла можуть накопичуватися в достатньо високій концентрації, щоб ефективно боротися з інфекцією.

Подібний же механізм існує для селекції антигенспецифічних T-лімфоцитів.
Проліферуючому клону необхідний час для утворення достатньої кількості клітин. От чому проходить зазвичай декілька днів після контакту з антигеном, перш ніж в сироватці крові виявляються антитіла. Оскільки ці антитіла утворилися в результаті антигенної дії, ми говоримо про набуту імунну відповідь.
Інтенсивність відповіді, що здійснюється популяцією лімфоцитів (ті що вже контактували із антигеном), зростає, головним чином, за рахунок збільшення клітин, здатних сприймати антигенний стимул. При цьому повинна існувати комбінація механізмів, що включають зберігання антигена, існування популяції лімфоцитів і постійну підтримку окремих клонів клітин, що і приводить до здатності імунної системи запам'ятовувати (набутого імунітету).
Один з найефективніших контролюючих механізмів полягає в тому, що продукт реакції одночасно служить її інгібітором. Саме цей тип негативного зворотного зв'язку має місце при утворенні антитіл.